# Kloster Gräfinthal

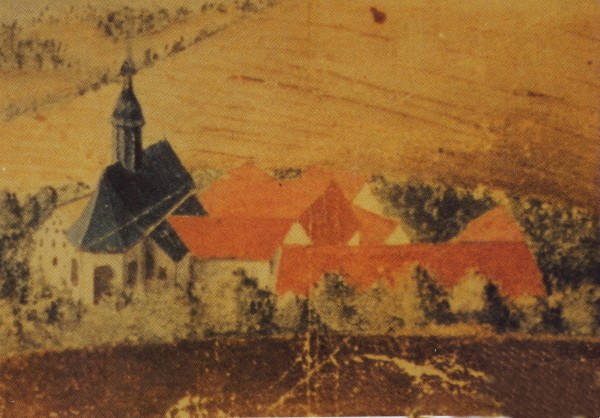
Kloster Gräfinthal im 18. Jahrhundert

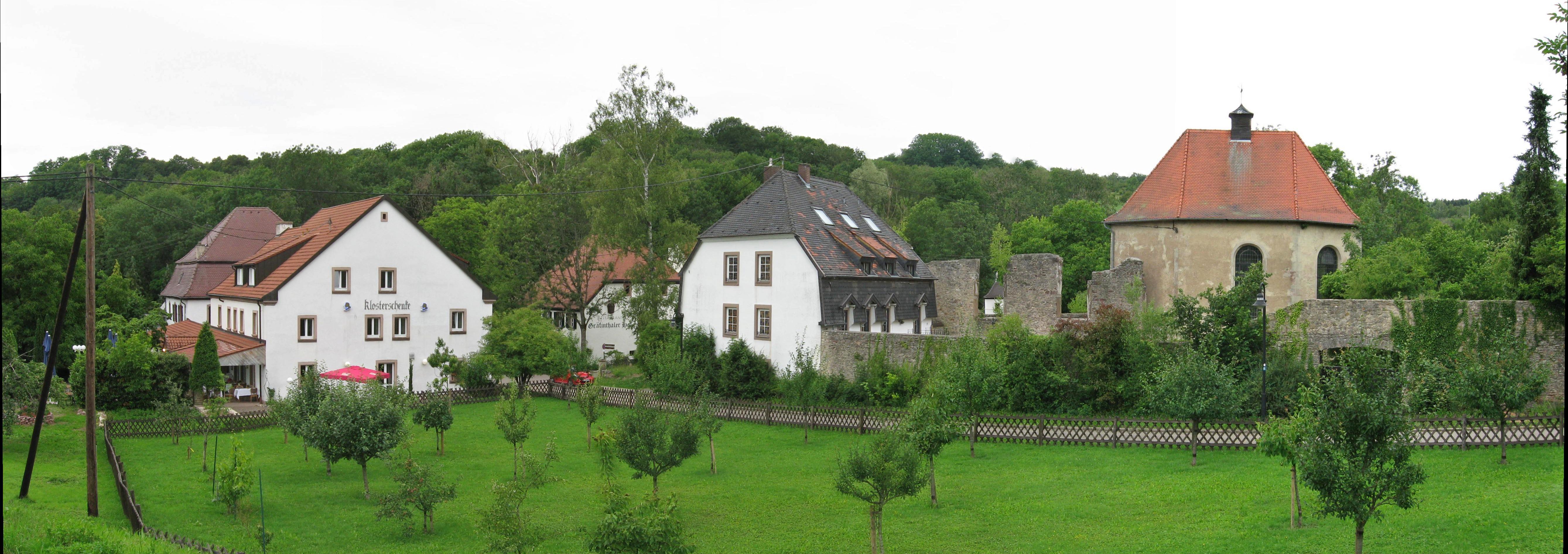
Ensemble Gräfinthal von Süd (Chorrest der Klosterkirche rechts)

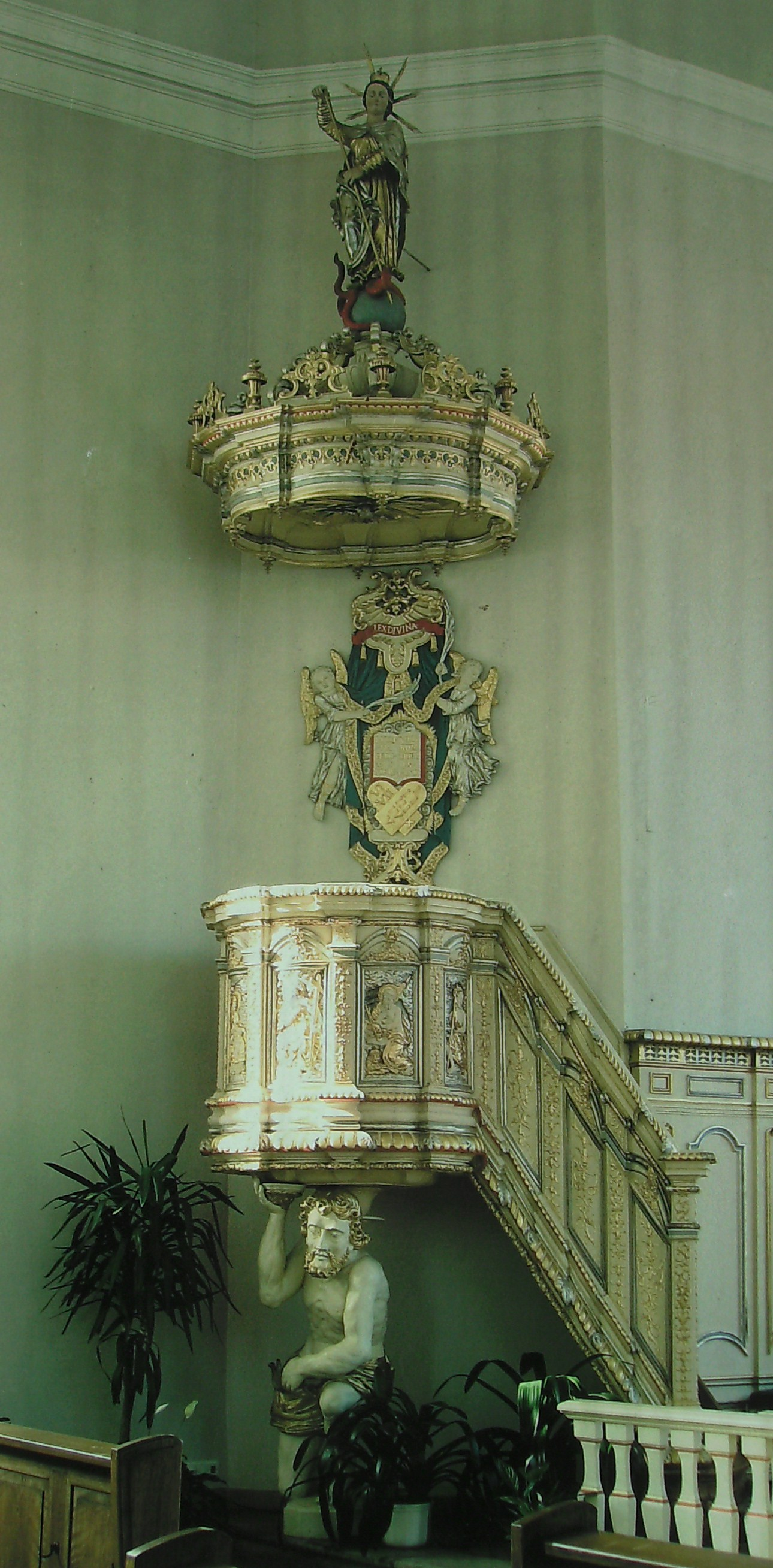
Kanzel aus der ehemaligen Klosterkirche Gräfinthal, jetzt in der Kirche St. Markus zu Gersheim-Reinheim

Das Kloster Gräfinthal ist ein Olivetanerkonvent, der aus einem untergegangenen Wilhelmitenkloster entstand, sowie ein regionaler Marienwallfahrtsort. Es gehört zum Bistum Speyer und liegt in der Gemeinde Mandelbachtal im Saarland.

## Geschichte

### Wilhelmitenkloster
Gräfinthal entstand Mitte des 13. Jahrhunderts, als Gräfin Elisabeth von Blieskastel hier ein Kloster stiftete. Die Gründung durch die Blieskasteler Grafen ist heute unbestritten, auch wird der Tod Elisabeths von Blieskastel im Jahr 1273 überliefert, ebenso ihre Beisetzung in Gräfinthal. In der Klosterkirche befindet sich eine mittelalterliche Tumba mit liegender Frauengestalt. Ob es sich dabei um das Grab der Stifterin handelt ist nicht gesichert, jedoch wahrscheinlich. Nach der legendenhaften Überlieferung wurde die Gräfin zuvor durch Gebet vor dem Gnadenbild eines Einsiedlers, der auf dem nahen Brudermannsfeld lebte, von einem Augenleiden geheilt, weshalb sie aus Dankbarkeit das Kloster stiftete. Bei diesem Gnadenbild dürfte es sich um das einzigartige Vesperbild „Unsere Liebe Frau mit den Pfeilen“ handeln, das dann als Heiligtum in die Gräfinthaler Klosterkirche kam und sich seit der Auflösung des Konvents in der Heilig-Kreuz-Kapelle beim Wallfahrtskloster Blieskastel befindet.
Die Mönche, Eremiten aus dem Orden des Wilhelm von Malavalle – sogenannte Wilhelmiten – besiedelten diese Einöde des Letschenbachtales und betreuten fortan die Wallfahrt zur „Madonna mit den Pfeilen“. Die Niederlassung war eines der wenigen Klöster dieses Ordens auf deutschem Boden und bei seiner Auflösung das letzte das überhaupt noch im Reichsgebiet existierte.
Im Laufe seiner wechselvollen Geschichte wurde die Klosteranlage wiederholt zerstört oder beschädigt. Eine Blütezeit mit umfangreicher Bautätigkeit erlebte das Kloster Gräfinthal in der ersten Hälfte des 18. Jahrhunderts. Bedeutender Förderer war damals der vertriebene König von Polen und spätere Herzog von Lothringen Stanislaus Lesczynski, der von 1714 bis 1718 im Exil in Zweibrücken lebte und seine 1717 verstorbene Tochter Anna in der Klosterkirche Gräfinthal beisetzen ließ. In diese Zeit fällt auch der Wiederaufbau der Konventsgebäude (Portal mit Jahreszahl 1714) und der Klosterkirche selbst (Westportal datiert 1719), durch Jonas Erikson Sundahl (1678–1762), im Auftrag des Polenkönigs. Die Königin, Katharina Opalińska (1680–1747), bekleidete das Gnadenbild in einer feierlichen Zeremonie persönlich mit einem reich verzierten Mantel. Auch von Maria Leszczyńska (1703–1768) der zweiten Tochter des polnischen Königspaares, die ab 1725 selbst Königin von Frankreich war, werden eine besondere Zuneigung zum Kloster Gräfinthal und Besuche an der Wallfahrtsstätte überliefert.

### Nach der Klosterauflösung
Der Gräfinthaler Wilhelmiten-Konvent bestand bis 1785, wurde auf eigenen Wunsch aufgelöst, in ein weltliches Chorherrenstift umgewandelt und übersiedelte mit der „Pfeilmadonna“ nach Blieskastel. Das leerstehende Kloster, aus dem 1793 die noch verbliebenen Ausstattungsstücke versteigert wurden, verfiel danach zunehmend.
Wesentliche Teile der vom regional bedeutsamen Künstler Johann Martersteck (auch Madersteck) in den Jahren 1733–1736 geschaffenen Innenausstattung der Klosterkirche (Kanzel, Beichtstühle, Vertäfelungen) gelangten später in die katholische Kirche St. Markus zu Gersheim-Reinheim, wo sie heute zu den besonderen Sehenswürdigkeiten gehören. Der ehemalige Hochaltar von Gräfinthal befindet sich in der neuen Pfarrkirche St. Paul zu Bliesmengen-Bolchen. Die kostbare Barockausstattung hatte die Klosterkirche unter Prior Guillaume Gouvy (1695–1751) erhalten, der zugleich auch Provinzial der flandrischen Provinz seines Ordens war.
1803 erwarb Jean-Baptist Mathieu, Kaufmann und späterer Bürgermeister von Saargemünd, das inzwischen ruinöse Anwesen, um hier eine Seidenfabrik einzurichten, die jedoch schon bald darauf ihren Betrieb einstellen musste. Den weitgehend erhaltenen Chor der Klosterkirche ließ Mathieu 1809 zur heutigen Kapelle umbauen, in der er 1842 auch bestattet wurde; das Langhaus blieb Ruine. Im Jahr 1888 erwarb ein zu diesem Zweck gegründetes Komitee die Kapelle, um sie als Schenkung wieder in kirchlichen Besitz zu überführen. Ab 1901 ging das Kapellenanwesen in den Besitz der katholischen Pfarrei Bliesmengen-Bolchen über. Nachdem das ursprüngliche Gnadenbild „Unsere Liebe Frau mit den Pfeilen“ 1786 nach Blieskastel übertragen wurde, verehrt man dort seit 1810 eine von Jean-Baptist Mathieu erworbene Marienstatue aus dem 15. Jahrhundert, genannt „Maria auf der Mondsichel“. 1946 stürzte der Dachstuhl der Kapelle ein, am 9. Juli 1948 erfolgte die feierliche Wiedereröffnung von Kirche und Wallfahrt, durch den Speyerer Bischof Joseph Wendel.

### Sonstiges
Gräfinthal war mit dem nahen Kloster Wörschweiler ein Zentrum des inzwischen weitgehend untergegangenen Weinbaus in der Region. Der Pfälzer Heimatschriftsteller August Becker konstatiert in seinem 1858 erschienenen Buch „Die Pfalz und die Pfälzer“ (damals gehörte das Gebiet zur Pfalz (Bayern)), der „Muttergotteswein“, der auf den Hängen rund um die Ruine des ehemaligen Klosters Gräfinthal gedeihe, sei der beste unter den Bliesweinen.
Es gibt einige Sagen über Gräfinthal, oft mit religiösem Inhalt.
Im Pfortenhaus von Gräfinthal fand im Herbst 1952 ein geheimes Treffen zwischen dem damaligen saarländischen Ministerpräsidenten Johannes Hoffmann (1890–1967) und dem Beauftragten von Bundeskanzler Konrad Adenauer, Adolf Süsterhenn (1905–1974), statt, wobei man Hoffmann das Amt des saarländischen Ministerpräsidenten garantierte, sofern er bereit sei, das Saarland an Deutschland anzuschließen. Johannes Hoffmann strebte ein europäisiertes Saarland an und lehnte dieses Ansinnen ab. Als in der Saarabstimmung 1955 die Mehrheit der Bevölkerung das zwischen Deutschland und Frankreich ausgehandelte Saarstatut und damit die Europäisierung der Saar ablehnte, stellte Hoffmann sein Amt zur Verfügung und zog sich 1956 völlig aus dem politischen Geschehen zurück.

## Gegenwart
Seit Beginn der 1980er Jahre bemühte sich die Diözese Speyer um die Errichtung einer kontemplativen benediktinischen Ordensgemeinschaft. Von Erfolg gekrönt war dieses Bemühen erst, als die damalige Besitzerin des ehemaligen Klosters in Gräfinthal starb und sie ihren Besitz testamentarisch dem Abt von Vaals hinterließ. Am 11. Juli 1993 wurde Kloster Gräfinthal wieder mit Benediktinern besiedelt, 1999 wurde es zum Priorat Päpstlichen Rechtes erhoben. Im Jahr 2009 wurde der Grundstein zum Wiederaufbau der Klosterkirche gelegt. Von 2010 bis 2012 fanden in der Kirchenruine archäologische Ausgrabungen statt, bei denen man die Grablege von Anna Leszczyńska (1699–1717) der Tochter des Polenkönigs und späteren Herzogs von Lothringen Stanislaus I. Leszczyński gefunden zu haben glaubt.
Nach Abschluss der Ausgrabungen soll es jetzt mit der Sanierung der wegen Baufälligkeit geschlossenen Kapelle weitergehen. Der Großteil der Kosten von rund 500.000 Euro wird über einen Bundeszuschuss in Höhe von rund 400.000 Euro finanziert. Der Eigenanteil des Ordens wird zu einem wesentlichen Teil vom Bistum Speyer finanziert.
Auch für die angespannte personelle Situation des Ordens in Gräfinthal fand sich eine Lösung. 2014 waren die Mönche zu dritt und der betagte Prior nach einem Sturz pflegebedürftig. Nach jahrelangen vergeblichen Versuchen, Nachwuchs zu finden, schloss sich der Gräfinthaler Konvent Anfang Mai 2014 der Olivetaner-Mutterabtei Monte Oliveto Maggiore bei Siena an.
Im Mai 2014 war der Generalabt der Olivetaner, Diego M. Rosa OSB, erstmals zu Besuch in Gräfinthal. Nachdem er sich vor Ort ein Bild von der neuen Niederlassung gemacht hatte, reiste er weiter nach Speyer zu Bischof Karl-Heinz Wiesemann. Dort bedankte er sich für die finanzielle Unterstützung der Diözese bei der Sanierung der Kapelle. Zudem besuchte Diego M. Rosa im Dom das Grab des römisch-deutschen Königs Rudolf von Habsburg. Der hatte Bernardo Tolomei, den späteren Gründer des Klosters Monte Oliveto, der 2009 heiliggesprochen wurde, im 13. Jahrhundert zum Ritter erhoben.
Der Anschluss an den benediktinischen Zweigorden von Monte Oliveto war für die Gräfinthaler Mönche mit einem Farben-Wechsel verbunden. Bis 2014 trugen sie schwarze Ordenskleidung, seither weiße.
Gräfinthal zählt zu den offiziellen Wallfahrtsstätten des örtlich zuständigen Bistums Speyer. Überdies ist es Pilgerort auf dem saarländischen Teil der Jakobsweg-Etappe Hornbach – Metz, die sich in Hornbach an den Pfälzischen Jakobsweg anschließt.

## Tourismus
Der Wallfahrtsort Gräfinthal zählt zu den religiös und kulturhistorisch bedeutenden Stätten des Saarlandes. Das geschichtlich geprägte Ensemble inmitten einer gewachsenen Kulturlandschaft macht den ungewöhnlichen Ort auch zu einem der beliebtesten Ausflugsziele im Bliesgau. Dazu trägt auch die vorhandene Gastronomie bei.
Beim Kloster Gräfinthal befindet sich im Letschenbachtal die Naturbühne Gräfinthal, eine Freilichtbühne, auf der seit 1932 Amateurtheater gespielt wird. Jährlich besuchen etwa 15.000 Zuschauer die Theaterstücke für Kinder und Erwachsene.
In Gräfinthal beginnt der 22 km lange Rundwanderweg „Gräfinthaler Weg“, der von Gräfinthal nach Bliesmengen-Bolchen, wo in der Kirche St. Paulus heute der Altar der früheren Klosterkirche Gräfinthal steht. Von dort geht es weiter über Frauenberg und Habkirchen nach Reinheim (Gersheim) führt. Dort befinden sich in der Gemeindekirche St. Markus (Reinheim) weitere Einrichtungsgegenstände der früheren Klosterkirche Gräfinthal, wie die Samsonkanzel und die Beichtstühle. Von Reinheim geht es über Bebelsheim zum Brudermannsfeld, wo das Kloster Gräfinthal der Legende vom Brudermannsfeld nach seinen Ursprung hat, und über die Siebenschmerzenstationen zurück nach Gräfinthal.
Im Buchholzweg bei Gräfinthal befindet sich ein vom Verkehrsverein Mandelbachtal ausgeschilderter Nature.Fitness.Park, in dem u. a. auf drei hervorragend ausgeschilderten Strecken Nordic-Walking betrieben werden kann.